# 馬格達倫斯貝格山

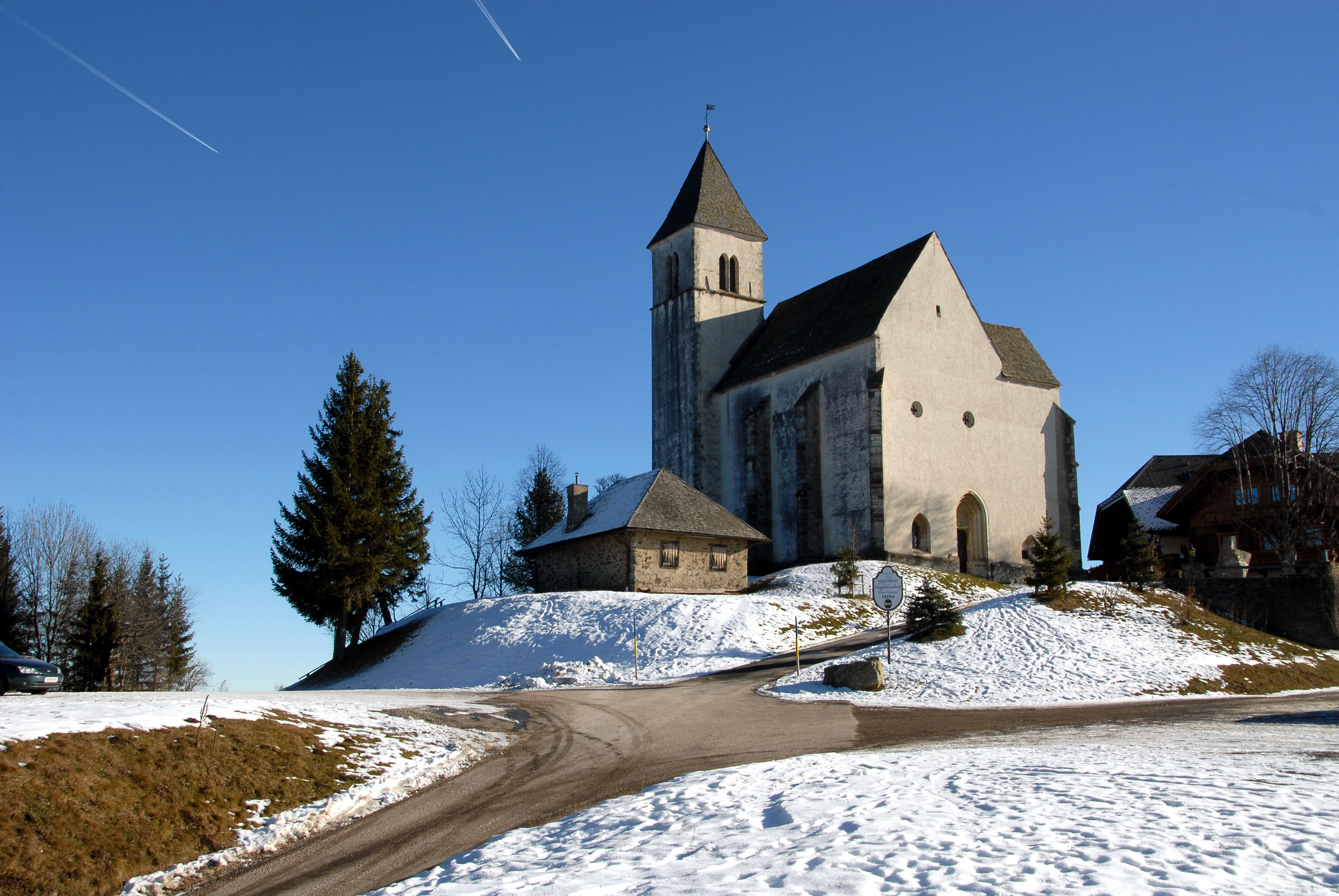

46°43′41″N 14°25′45″E / 46.72806°N 14.42917°E
馬格達倫斯貝格山（德語：Magdalensberg），是奧地利的山峰，位於該國南部，由克恩頓州負責管轄，屬於古爾克阿爾卑斯山脈的一部分，海拔高度230米，每年平均降雨量2,054毫米。